# 标准普尔100指数
标准普尔100指数（S&P 100 Index）是标准普尔公司维护的美国股價指數。标准普尔100指数的指数期权的交易代码为“OEX”。由于这些期权很受欢迎，投资者经常以其股票代码来称呼该指数。
标准普尔100指数是标准普尔500指数的一个子集，包括101只（因为其中一家成分公司有两类股票）具有交易所上市期权的美国领先股票。标普100的成分股是为了行业平衡而选择的，截至2020年12月，其市值约占标普500指数的67%，占美国股票市场市值的近54%。标普100指数中的股票往往是标普500指数中规模最大、最成熟的公司。
标准普尔100指数始于1983年6月15日。